# Maurizio Lupi
Maurizio Enzo Lupi (Milano, 3 ottobre 1959) è un politico italiano, dal 30 maggio 2001 deputato alla Camera e dall'11 agosto 2022 leader di Noi Moderati, prima come lista e poi come partito.
Nel corso della sua carriera politica è stato vicepresidente della Camera dei deputati per Il Popolo della Libertà dal 7 maggio 2008 al 28 aprile 2013, ministro delle Infrastrutture e dei trasporti dal 28 aprile 2013 al 20 marzo 2015 nei governi Letta e Renzi, coordinatore di Alternativa Popolare dal 26 settembre al 18 dicembre 2017 e presidente di Noi con l'Italia dall'8 luglio 2021 al 12 luglio 2023.

## Biografia
Maurizio Lupi è nato a Milano il 3 ottobre 1959, figlio secondogenito di una coppia immigrata dall'Abruzzo (il padre Nicola Giovanni Giuseppe Lupi, muratore, e la madre Maria Addolorata Seca, operaia all'Alemagna, erano originari di Fossacesia, in provincia di Chieti, dove era nato il loro primogenito Luciano).
Attualmente vive nella sua città natale, nel quartiere degli Olmi, con la moglie Emanuela Dalmiglio, dalla quale ha avuto tre figli, Andrea, Luca e Federica. È tifoso del Milan.
Si è laureato nel 1984 in Scienze politiche ad indirizzo economico, con una tesi su "l'introduzione del sistema editoriale integrato nel giornalismo quotidiano", presso l'Università Cattolica del Sacro Cuore di Milano. Durante quegli anni ha aderito al movimento cattolico di Comunione e Liberazione (CL), incontrandone anche il fondatore don Luigi Giussani, ed alla Compagnia delle Opere, associazione imprenditoriale legata direttamente a CL; ha anche lavorato per mantenersi gli studi, vendendo bibite allo stadio di San Siro, dando ripetizioni, insegnando religione in una scuola media al quartiere Tessera di Cesano Boscone (a ovest di Milano) e facendo l’autista.
Iscritto all'ordine dei Giornalisti della Lombardia dal 1984 come giornalista pubblicista, è socio Ferpi (Federazione Relazioni Pubbliche Italia) dal 1990.
Dopo esser stato, per i due anni di vita universitaria, amministratore CUSL (Cooperativa Universitaria Studio e Lavoro), dal 1984 al 1993 è assunto al settimanale cattolico il Sabato prima come assistente personale dell'amministratore delegato, infine quale direttore marketing, fino alla chiusura del giornale.
Dal 1989 è membro del consiglio di amministrazione dello SMAU. Dal settembre 1994 ricopre il ruolo di amministratore delegato di Fiera Milano Congressi, società controllata di Fiera Milano ruolo da cui si è autosospeso il 3 maggio 2013.

## Carriera politica

### Consigliere comunale e assessore a Milano
La sua carriera politica è iniziata nel 1993 come consigliere comunale a Milano per la Democrazia Cristiana durante l'amministrazione comunale del sindaco leghista Marco Formentini, dove è stato presidente della Commissione Urbanistica e fino al 1996 vicepresidente del consiglio comunale.
In vista delle elezioni amministrative del 1997 s'iscrive a Forza Italia, con cui viene rieletto consigliere comunale di Milano tra le sue liste, raccogliendo 3.004 preferenze, e, successivamente, nominato assessore allo sviluppo del territorio, edilizia privata e arredo urbano nella giunta comunale di Milano del sindaco di Forza Italia Gabriele Albertini, incarico che mantiene fino al 2001.
Per atti intervenuti durante tale operato è stato indagato per tentata truffa e tentato abuso d'ufficio per la concessione a una federazione della Compagnia delle Opere della Cascina San Bernardo, vicino a Chiaravalle, e sul suo uso post-ristrutturazione, insieme al collega Antonio Verro, entrambi membri di Forza Italia. Entrambi sono stati poi prosciolti in udienza preliminare "perché il fatto non sussiste".

### Deputato per Forza Italia
Alle elezioni politiche del 2001 è stato candidato ed eletto alla Camera dei Deputati per la Casa delle Libertà (in quota Forza Italia) nel collegio di Merate, dove ottiene il 51,26% superando lo sfidante dell'Ulivo Mauro Guerra (42,58%). Nel corso della XIV legislatura della Repubblica Italiana è stato capogruppo di Forza Italia nella 8ª Commissione Ambiente, territorio e lavori pubblici.
Nel 2005 propone una nuova legislazione urbanistica, poi bocciata dal Parlamento, conforme a un Piano di rinascita che intende sostituire gli atti autoritativi della Pubblica Amministrazione con atipici atti negoziali paritetici contrattati fra ente pubblico e soggetti privati.
In seguito ha assunto il ruolo di Responsabile nazionale del dipartimento lavori pubblici e territorio del partito, venendo nel frattempo ricandidato e rieletto deputato nelle liste di Forza Italia alle elezioni politiche del 2006 per la circoscrizione Lombardia 1. Durante la XV Legislatura fa parte della Grande commissione italo-russa e nuovamente dell'8ª Commissione permanente di Montecitorio.

### Vicepresidente della Camera PdL

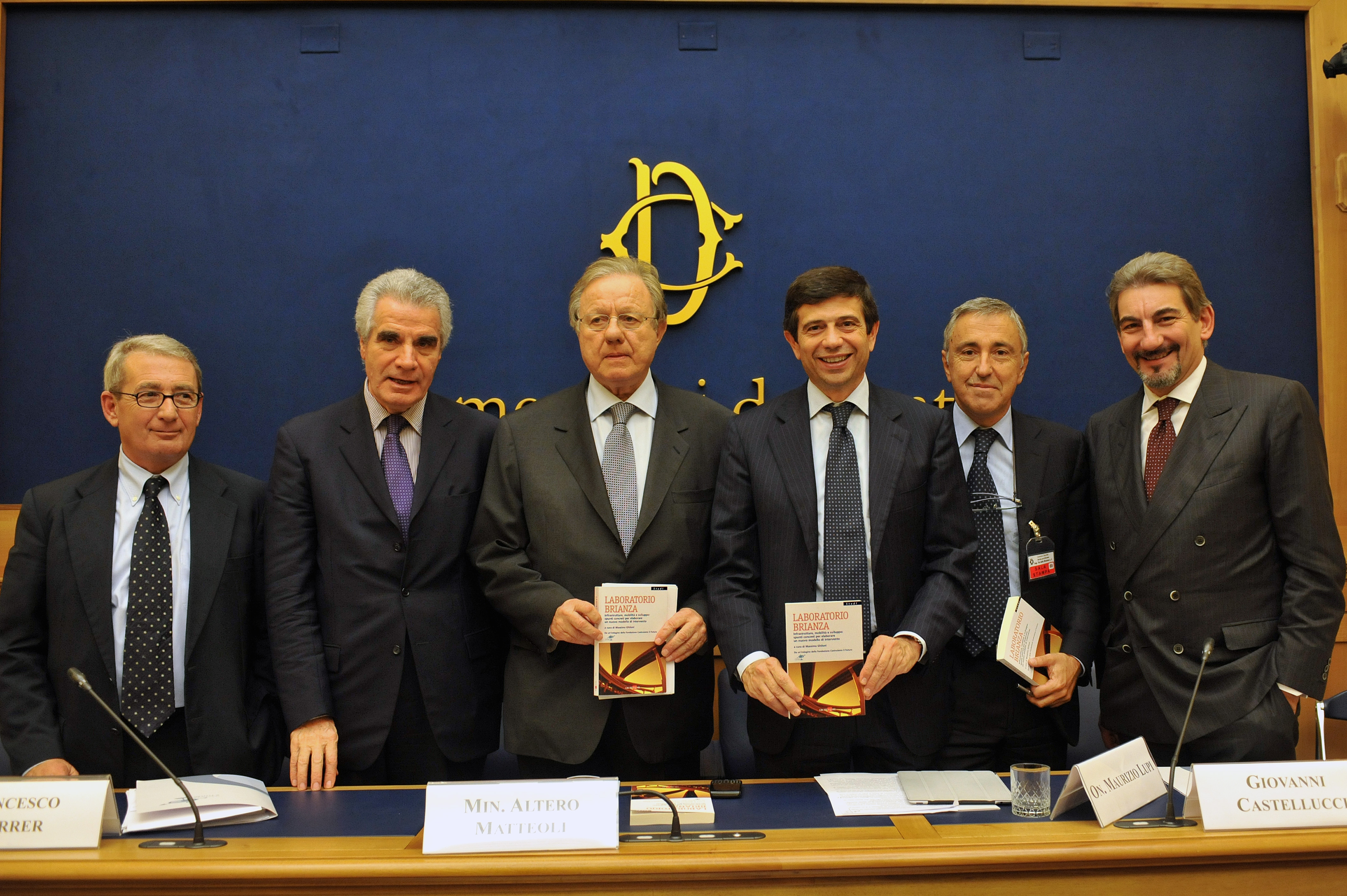
Lupi, vicepresidente della Camera dei deputati, con il Ministro delle infrastrutture Altero Matteoli nel 2011

Alle elezioni politiche del 2008 viene ricandidato e rieletto per la terza volta a Montecitorio nelle liste de Il Popolo della Libertà nella circoscrizione Lombardia 1. Nel corso della XVI legislatura della Repubblica Italiana è stato componente della 8ª Commissione Ambiente, territorio e lavori pubblici, 9ª Commissione Trasporti, poste e telecomunicazioni, Commissione parlamentare per l'indirizzo generale e la vigilanza dei servizi radiotelevisivi, oltre ad essere eletto quale uno dei vicepresidenti della Camera per tutta la legislatura.
Dopo l'elezione ha fondato nel 2009 l'iniziativa benefica del "Montecitorio Running Club" riunendo oggi oltre 80 deputati di diverso orientamento politico che insieme promuovono la raccolta fondi per diverse cause benefiche.
Cattolico praticante, è stato il padrino di Magdi Allam, in occasione del suo battesimo da parte di papa Benedetto XVI nel 2008. Inoltre a gennaio 2011 firma, insieme al presidente della Regione Lombardia Roberto Formigoni ed altri, una lettera aperta per chiedere ai cattolici italiani di sospendere ogni giudizio morale nei confronti di Silvio Berlusconi, indagato dalla procura di Milano per concussione e prostituzione minorile.
A maggio 2011 il sindaco di Milano Letizia Moratti, durante la campagna elettorale per farsi rieleggere alle elezioni amministrative di quell'anno, afferma che in caso di riconferma Lupi sarebbe stato assessore alla Casa, Periferia e Urbanistica del Comune di Milano nella sua seconda giunta. Tuttavia, le elezioni comunali sono vinte dal candidato di centro-sinistra Giuliano Pisapia.
È tra i promotori con l'Intergruppo parlamentare per la Sussidiarietà e l'Associazione TrecentoSessanta di Enrico Letta della legge bipartisan "Incentivi fiscali per il rientro dei lavoratori in Italia" che intende favorire il rientro dei lavoratori under 40 in Italia grazie ad incentivi fiscali, nonché della proposta di legge sui piccoli comuni, nonché della nuova legge sui principi di governo del territorio. Promotore della legge per la stabilizzazione del 5x1000.
Alle elezioni politiche del 2013 viene ricandidato e rieletto deputato tra le file del Popolo delle Libertà nella circoscrizione Lombardia 1; il 21 marzo 2013 viene rieletto vicepresidente della Camera dei deputati.

### Ministro delle infrastrutture e dei trasporti
Con la nascita del governo di larghe intese guidato da Enrico Letta, il 28 aprile 2013 giura nelle mani del Presidente della Repubblica Giorgio Napolitano come Ministro delle infrastrutture e dei trasporti nel governo Letta, il primo di grande coalizione tra Il Popolo della Libertà, Partito Democratico, Unione di Centro e Scelta Civica, succedendo così al tecnico Corrado Passera.
Il 30 settembre 2013 assieme ai cinque altri ministri del PdL presenta dimissioni "irrevocabili" su ordine di Silvio Berlusconi, che successivamente vengono respinte dal Presidente del consiglio Enrico Letta.

#### Passaggio dal PdL al Nuovo Centrodestra

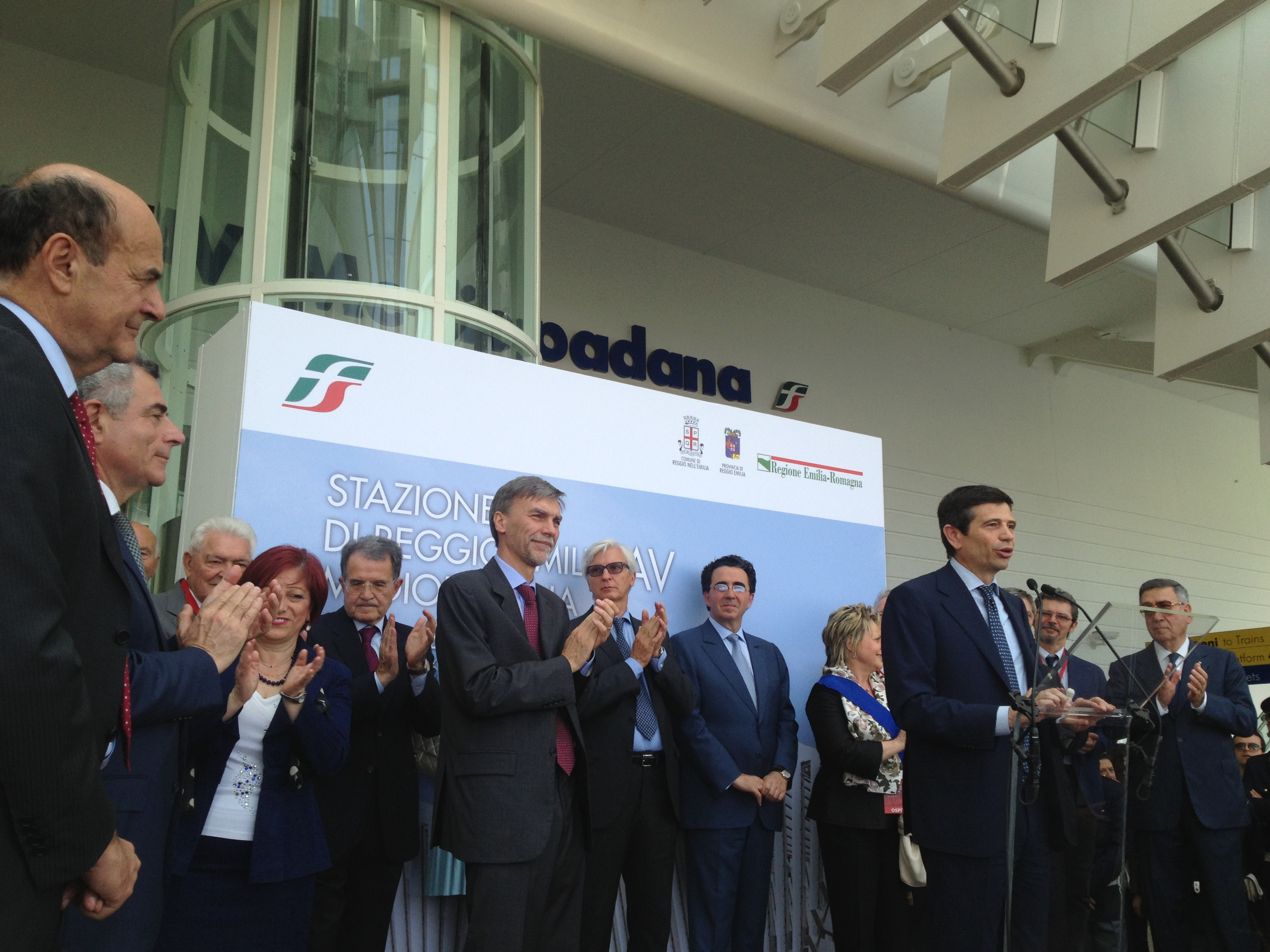
Maurizio Lupi, ministro delle infrastrutture, all'inaugurazione della stazione TAV di Reggio Emilia

Il 16 novembre 2013, dinanzi alla sospensione delle attività del Popolo della Libertà, decide di aderire al Nuovo Centrodestra guidato da Angelino Alfano. La nuova formazione politica, dopo aver sostenuto il dimissionario governo Letta, assicura la fiducia anche al Governo Renzi, che lo conferma Ministro dei Trasporti.
A febbraio 2014, secondo indiscrezioni giornalistiche, sarebbe indagato dalla Procura di Tempio, che avrebbe ipotizzato nei suoi confronti il reato di concorso in abuso in atti d'ufficio, per aver nominato a commissario dell'Autorità portuale sarda, incarico che varrebbe 250.000 euro l'anno, l'ex senatore del PdL Fedele Sanciu, il quale non avrebbe le competenze specifiche né i titoli accademici per poter ricoprire il ruolo.
Nell'aprile 2014, in vista delle elezioni europee, viene candidato come capolista nella circoscrizione Italia nord-occidentale (che raccoglie i 19 collegi elettorali della Liguria, della Lombardia, del Piemonte e della Valle d'Aosta) per il Nuovo Centrodestra-Unione di Centro. Con 46.474 preferenze è il primo nella circoscrizione Nord Ovest per NCD-UDC e viene eletto, risultando uno dei tre europarlamentari del partito a livello nazionale. Tuttavia, ha rinunciato al seggio, decidendo di restare al governo, al suo posto è subentrato Massimiliano Salini.

#### Dimissioni da Ministro
A seguito dello vicende connesse allo scandalo dell'inchiesta "Grandi opere" che, pur non essendo indagato Lupi, vedeva coinvolte alcune persone vicine a lui o che hanno collaborato con il suo Ministero accusate di corruzione (su tutti l’ex capo della struttura tecnica del MIT Ercole Incalza, arrestato assieme ad alcuni suoi collaboratori), rassegna le dimissioni da Ministro il 20 marzo 2015 davanti all'aula di Montecitorio, decisione presa a un giorno prima che alla Camera si svolgesse il voto sulla mozione di sfiducia presentata nei suoi confronti da Movimento 5 Stelle e Sinistra Ecologia Libertà, che aveva buone probabilità di passare.
Nell'ambito dell'inchiesta "Appaltopoli" viene accusato di "aver procurato degli incarichi di lavoro" al figlio Luca, neolaureato in Ingegneria e assunto dall'imprenditore Stefano Perotti, suo amico. L'indagine non si concluse con un rinvio a giudizio al riguardo.

### Capogruppo di Area Popolare
L'8 aprile 2015, secondo una decisione di Angelino Alfano, Lupi sostituisce Nunzia De Girolamo, in contrasto con Alfano, come nuovo capogruppo alla Camera dei deputati di Area Popolare.
L'anno seguente, alle amministrative 2016 a Milano, viene candidato a consigliere comunale come capolista per Area Popolare nella lista civica "Milano Popolare", a sostegno del candidato sindaco di centro-destra il manager Stefano Parisi. Anche se vincerà però Giuseppe Sala, il candidato sindaco del centro-sinistra, Lupi raccoglie circa 1.500 preferenze piazzandosi dietro a Matteo Forte, che entra in consiglio comunale.

#### Coordinatore di Alternativa Popolare
Scontento per l'alleanza con il centro-sinistra alle elezioni regionali in Sicilia del 2017, il 26 settembre Alfano decide di nominarlo coordinatore nazionale di Alternativa Popolare (successore del dissolto NCD).
A dicembre 2017 si intensificano gli scontri tra l'ala del partito favorevole al ritorno nel centro-destra, guidata dallo stesso Lupi, Roberto Formigoni e Gabriele Albertini, e quella favorevole a mantenere l'alleanza col centro-sinistra di Matteo Renzi, capeggiata da Beatrice Lorenzin e Fabrizio Cicchitto.
Il 12 dicembre la Direzione nazionale del partito approva all'unanimità una mozione che sancisce la "separazione consensuale" delle due ale del partito: l'ala sinistra mantiene il simbolo e il nome di Alternativa Popolare (AP), mentre l'ala destra riacquista il nome e il simbolo del dissolto Nuovo Centrodestra (NCD). Viene però deliberato che i due gruppi parlamentari restino uniti fino allo scioglimento delle Camere.
Il 18 dicembre, con la "separazione consensuale" di AP, Lupi viene sollevato dall'incarico di coordinatore nazionale.

### Ritorno nel centro-destra

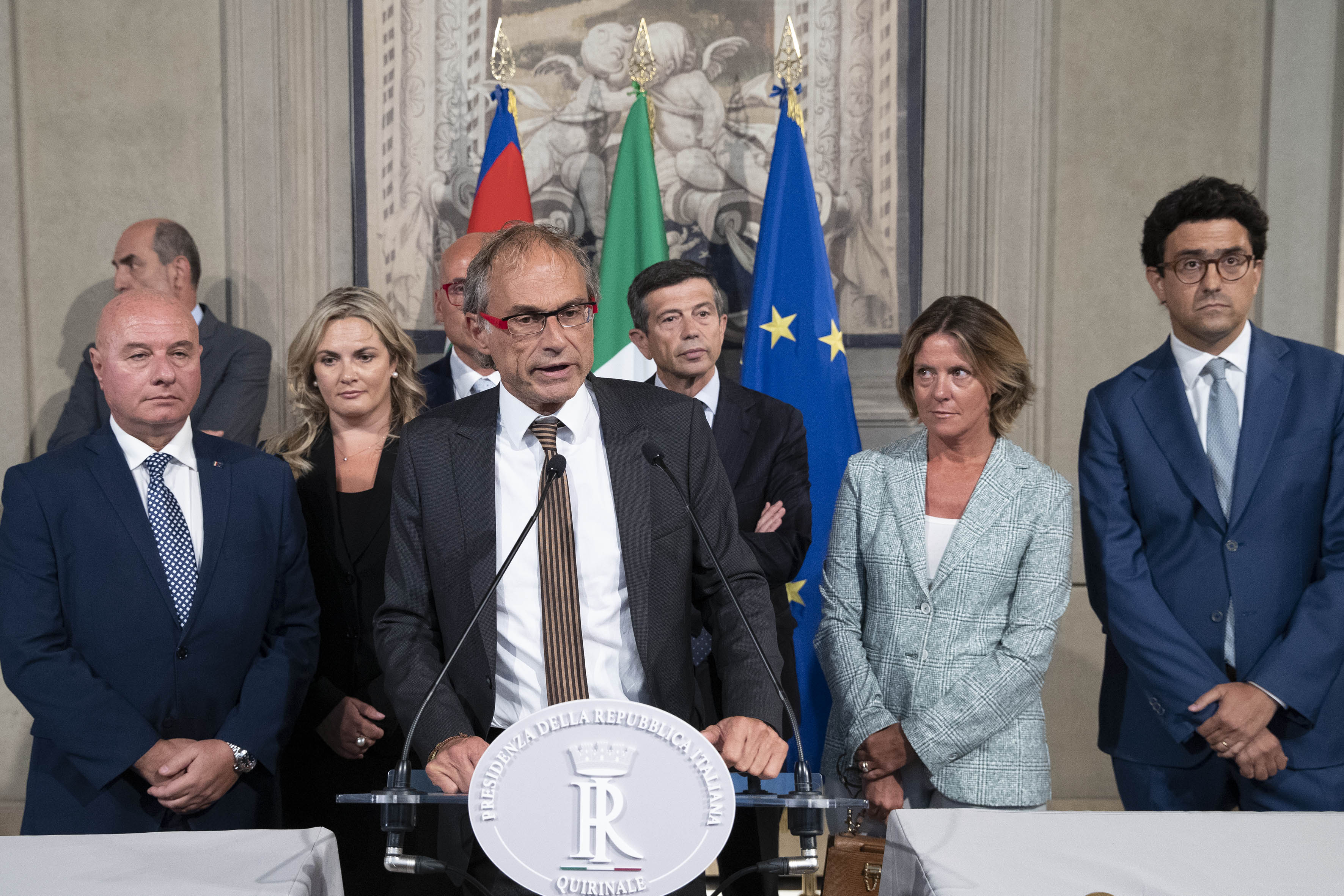
Maurizio Lupi nella delegazione del Gruppo misto durante le consultazioni al Quirinale del 2019

Il 19 dicembre 2017 insieme ai scissionisti di Alternativa Popolare come Enrico Costa, Direzione Italia di Raffaele Fitto, Cantiere Popolare di Saverio Romano, Scelta Civica di Enrico Zanetti e Fare! di Flavio Tosi, danno vita alla lista elettorale "Noi con l'Italia", per fare la cosiddetta "quarta gamba" della coalizione di centro-destra in vista delle imminenti elezioni politiche del 4 marzo, di cui ne diventa il coordinatore.
Alle elezioni politiche del 2018 viene candidato e rieletto per la quarta volta alla Camera nel collegio uninominale Lombardia 2 - 07 (Merate) con quasi 67.000 voti (il doppio rispetto all'avversaria del PD Adele Gatti, che ottiene il 24,04, e al candidato del Movimento 5 Stelle Angelo Luigi Baiguini, fermo al 18,75%), sostenuto dalla coalizione di centro-destra (in quota Noi con l'Italia - UDC). Gli eletti in quota Noi con l'Italia (NcI) formano assieme all'Unione Sudamericana Emigrati Italiani (USEI) la componente del gruppo misto "NcI-USEI" e Lupi ne diventa vicepresidente.
L’8 ottobre 2019 interviene alla Camera contro la proposta di revisione costituzione approvata col referendum costituzionale del 2020 che avrebbe portato all’elezione di 400 deputati e 200 senatori, dichiarando che la democrazia non sia un costo e che lo diventa quando è inefficiente.
In fattispecie egli ha dichiarato: “Le riforme costituzionali non sono una lotteria: si deve decidere perché farle. […] È evidente che questa riforma costituzionale in esame, così come è stata concepita e pensata e com'è all'approvazione finale del Parlamento, è fatta semplicemente per inseguire la popolarità. […] Smettetela con la logica che la democrazia costa: la democrazia non è un costo; diventa un costo quando è inefficiente! Diventa un costo quando non è al servizio vero della propria gente. Voi volete la riduzione dei parlamentari, così come è stata fatta, perché non credete nella democrazia rappresentativa.” 
Il 18 dicembre 2019 i quattro deputati di Noi con l'Italia aderiscono alla nuova componente "Noi con l'Italia-USEI-Cambiamo!-Alleanza di Centro" insieme a Vittorio Sgarbi di Alleanza di Centro e ai colleghi di "Cambiamo!", nuovo partito di Giovanni Toti, presidente della Regione Liguria dove Lupi al 2020 esprime tre consiglieri regionali in "Liguria Popolare" accorpandosi a Forza Italia in vista delle regionali 2020.

### Leader di Noi con l'Italia e Noi Moderati
Nei primi mesi del 2020, NcI si struttura in un partito, di cui Lupi diventa Presidente. Alle elezioni regionali in Liguria del 2020, l'NcI di Lupi si presenta con una lista unitaria, prontamente ribattezzata "Forza Italia - Liguria Popolare", in alleanza con Forza Italia e Nuovo PSI, eleggendo, con 33.006 voti e il 5,27%, un consigliere regionale in quota FI.
L’8 luglio 2021 a Roma si tiene la prima assemblea nazionale di Noi con l’Italia, dove Lupi viene eletto a tutti gli effetti presidente del partito, con Francesco Saverio Romano come suo vice.
In vista della elezioni amministrative del 2021 a Milano, viene inizialmente proposto, da Berlusconi e Forza Italia, come candidato sindaco di Milano per la coalizione di centro-destra, in contrapposizione all'ex sindaco Albertini, proposto dalla Lega di Matteo Salvini e Fratelli d'Italia di Giorgia Meloni. In definitiva verrà scelto il medico Luca Bernardo, sostenuto da tutta la coalizione inclusa la lista “Maurizio Lupi - Milano Popolare” che, nella sconfitta contro il sindaco uscente Giuseppe Sala, raccoglierà l'1,9% eleggendo un consigliere comunale.
A novembre 2021 presenta una mozione come primo firmatario affinché il Parlamento che dovrà calendarizzare la proposta discuta e voti a favore del nucleare di quarta generazione. Secondo Lupi è necessario "che si superi il referendum del 2011", investendo appunto sul cosiddetto "nucleare green".

#### Elezioni politiche del 2022
Il 5 agosto 2022 viene ufficializzato l’accordo tra Noi con l’Italia e Italia al Centro di Giovanni Toti per un simbolo unico. L'11 agosto in conferenza stampa a Montecitorio Lupi, Toti, Luigi Brugnaro e Lorenzo Cesa, in vista delle elezioni politiche del 25 settembre, presentano la lista unitaria Noi moderati con i simboli federati di Italia al Centro, Noi con l'Italia, Coraggio Italia e Unione di Centro. Lupi viene indicato come capo politico della lista.
Lupi viene candidato alla Camera come capolista di Noi moderati nel collegio plurinominale Friuli Venezia Giulia - 01 e, con il sostegno dell'intera coalizione di centro-destra, nel collegio uninominale Lombardia 2 - 05 (Lecco), dove viene eletto con il 54,80% dei voti, superando Laura Bartesaghi del centrosinistra (24,28%) e Stefano Motta di Azione - Italia Viva (10,33%).
Lupi è vicepresidente del gruppo misto nella XIX legislatura fino al 27 ottobre quando diventa presidente del nuovo gruppo Noi moderati - MAIE.
Il 12 luglio 2023 il Comitato Direttivo di Noi con l'Italia ha approvato una modifica allo statuto del partito, che assume la denominazione "Noi Moderati"; del nuovo partito Lupi è il leader mentre Giovanni Toti ne è il presidente

## Pubblicazioni
Il 2 novembre 2011 ha pubblicato con Arnoldo Mondadori Editore il libro "La prima politica è vivere".